# 弗里德里希·希策布鲁赫
弗里德里希·恩斯特·彼得·希策布鲁赫，ForMemRS（德語：Friedrich Ernst Peter Hirzebruch，1927年10月17日—2012年5月27日），德国数学家，研究领域为拓扑学，复流形和代数几何。他是同代数学家中的领军人物，被认为是“战后德国最重要的数学家”。博士生包括著名数学家Egbert Brieskorn、Detlef Gromoll、
Matthias Kreck、Don Bernard Zagier、Lothar Göttsche。

## 教育经历
1927年，希策布鲁赫出生于德国威斯特法伦省哈姆。1945-1950年，他就读于明斯特大学 ，其间曾在苏黎世联邦理工学院学习一年。